# Campeonato Europeo Sub-17 de la UEFA 2012
El Campeonato Europeo Sub-17 de la UEFA de 2012 fue la undécima edición del campeonato. Eslovenia acogió el torneo entre el 4 y el 16 de mayo. Una apelación de la Federación Húngara de Fútbol para que Hungría reemplazara a Bélgica por un jugador no elegible en el partido de la ronda élite de Bélgica contra Rusia no tuvo éxito.
Los jugadores nacidos después del 1 de enero de 1995 podían participar en esta competición.
El torneo final estuvo precedido por dos etapas de clasificación: una ronda de clasificación y una ronda de élite. Durante estas rondas, 52 equipos nacionales compitieron para determinar los siete equipos.

## Participantes
| Equipos participantes | Equipos participantes | Equipos participantes | Equipos participantes | Equipos participantes |
| --------------------- | --------------------- | --------------------- | --------------------- | --------------------- |
| Bélgica               | Francia               | Georgia               | Alemania              |                       |
| Islandia              | Países Bajos          | Polonia               | Eslovenia             |                       |

## Estadios
El torneo se celebró en Domžale, Lendava, Liubliana y Maribor. Los estadios seleccionados que albergaron los partidos fueron:
| Liubliana         | Maribor             | Domžale             | Lendava             |
| ----------------- | ------------------- | ------------------- | ------------------- |
| Estadio Stožice   | Estadio Ljudski vrt | Domžale Sports Park | Lendava Sports Park |
| Capacidad: 16 038 | Capacidad: 12 702   | Capacidad: 2 813    | Capacidad: 2 000    |
|                   |                     |                     |                     |

## Árbitros
En total 6 árbitros y 8 asistentes, junto con 2 árbitros asistentes del país anfitrión, participaron en el torneo.
| Árbitros - Emir Alečković - Marius Avram - Mattias Gestranius - Ivan Kružliak - Harald Lechner - Alan Mario Sant | Asistentes - Milutin Djukič - Mark Gavin - Serkan Gençerler - Haralds Gudermanis - Mubariz Hashimov - Borut Križarić - Leif Opland - Jean-Yves Wicht | Cuarto Árbitro - Mitja Žganec - Dejan Balažič |

## Fase final de grupos
En esta fase hay dos grupos de cuatro selecciones, el primero y segundo pasan a las semifinales.
El sorteo se realizó el 4 de abril de 2012 en Liubliana, Eslovenia.
El anfitrión de esta fase fue Eslovenia.
Hora local: UTC+2.

### Grupo A
| Equipo   | Pts | PJ | PG | PE | PP | GF | GC | Dif |
| -------- | --- | -- | -- | -- | -- | -- | -- | --- |
| Alemania | 9   | 3  | 3  | 0  | 0  | 5  | 0  | 5   |
| Georgia  | 4   | 3  | 1  | 1  | 1  | 2  | 2  | 0   |
| Francia  | 2   | 3  | 0  | 2  | 1  | 3  | 6  | -3  |
| Islandia | 1   | 3  | 0  | 1  | 2  | 2  | 4  | -2  |

| 4 de mayo de 2012 | Georgia | 0:1 (0:0) | Alemania  | Estadio Stožice, Liubliana, Eslovenia |                           |
| 18:30 (CEST)      |         | Reporte   | Meyer 59' | Árbitro(s): Ivan Kružliak             | Árbitro(s): Ivan Kružliak |

| 4 de mayo de 2012 | Francia                  | 2:2 (1:0) | Islandia                        | Domžale Sports Park, Domžale, Eslovenia |                       |
| 20:30 (CEST)      | Chemlal 7' · Martial 56' | Reporte   | Birgisson 66' · Hermannsson 77' | Árbitro(s): Alan Sant                   | Árbitro(s): Alan Sant |

| 7 de mayo de 2012 | Francia   | 1:1 (0:1) | Georgia                  | Domžale Sports Park, Domžale, Eslovenia |                            |
| 17:30 (CEST)      | Lemar 67' | Reporte   | Chechelasvili 30' (pen.) | Árbitro(s): Harald Lechner              | Árbitro(s): Harald Lechner |

| 7 de mayo de 2012 | Islandia | 0:1 (0:1) | Alemania     | Estadio Stožice, Liubliana, Eslovenia |                          |
| 18:30 (CEST)      |          | Reporte   | Stendera 20' | Árbitro(s): Marius Avram              | Árbitro(s): Marius Avram |

| 10 de mayo de 2012 | Alemania                     | 3:0 (0:0) | Francia | Estadio Stožice, Liubliana, Eslovenia |                          |
| 19:30 (CEST)       | Meyer 54', 56' · Dittgen 62' | Reporte   |         | Árbitro(s): Marius Avram              | Árbitro(s): Marius Avram |

| 10 de mayo de 2012 | Islandia | 0:1 (0:0) | Georgia         | Domžale Sports Park, Domžale, Eslovenia |                                |
| 19:30 (CEST)       |          | Reporte   | Dartsimelia 74' | Árbitro(s): Mattias Gestranius          | Árbitro(s): Mattias Gestranius |

### Grupo B
| Equipo       | Pts | PJ | PG | PE | PP | GF | GC | Dif |
| ------------ | --- | -- | -- | -- | -- | -- | -- | --- |
| Países Bajos | 5   | 3  | 1  | 2  | 0  | 3  | 1  | 2   |
| Polonia      | 5   | 3  | 1  | 2  | 0  | 2  | 1  | 1   |
| Bélgica      | 4   | 3  | 1  | 1  | 1  | 3  | 2  | 1   |
| Eslovenia    | 1   | 3  | 0  | 1  | 2  | 3  | 7  | -4  |

| 4 de mayo de 2012 | Polonia          | 1:0 (0:0) | Bélgica | Lendava Sports Park, Lendava, Eslovenia |                                |
| 14:00 (CEST)      | M. Stępiński 65' | Reporte   |         | Árbitro(s): Mattias Gestranius          | Árbitro(s): Mattias Gestranius |

| 4 de mayo de 2012 | Eslovenia   | 1:3 (0:2) | Países Bajos                   | Estadio Ljudski vrt, Maribor, Eslovenia |                          |
| 20:15 (CEST)      | Zahović 74' | Reporte   | Vloet 13' · Lumu 35' · Aké 61' | Árbitro(s): Marius Avram                | Árbitro(s): Marius Avram |

| 7 de mayo de 2012 | Países Bajos | 0:0     | Bélgica | Estadio Ljudski vrt, Maribor, Eslovenia |                           |
| 17:00 (CEST)      |              | Reporte |         | Árbitro(s): Ivan Kružliak               | Árbitro(s): Ivan Kružliak |

| 7 de mayo de 2012 | Eslovenia   | 1:1 (1:1) | Polonia     | Lendava Sports Park, Lendava, Eslovenia |                       |
| 20:15 (CEST)      | Šauperl 26' | Reporte   | Rabiega 10' | Árbitro(s): Alan Sant                   | Árbitro(s): Alan Sant |

| 10 de mayo de 2012 | Bélgica                                   | 3:1 (1:1) | Eslovenia      | Lendava Sports Park, Lendava, Eslovenia |                            |
| 17:30 (CEST)       | Schrijvers 2' · Gerkens 53' · Dierckx 80' | Reporte   | Stojanović 13' | Árbitro(s): Emir Alecković              | Árbitro(s): Emir Alecković |

| 10 de mayo de 2012 | Países Bajos | 0:0     | Polonia | Estadio Ljudski vrt, Maribor, Eslovenia |                            |
| 17:30 (CEST)       |              | Reporte |         | Árbitro(s): Harald Lechner              | Árbitro(s): Harald Lechner |

## Fase final
Esta Fase se desarrolló íntegramente en Liubliana, Eslovenia en mayo de 2012.
|  | Semifinales            | Semifinales            |              |          | Final                  | Final                  |  |
|  | 13 de mayo – Liubliana | 13 de mayo – Liubliana |              |          | 16 de mayo – Liubliana | 16 de mayo – Liubliana |  |
|  |                        |                        |              |          |                        |                        |  |
|  |                        |                        |              |          |                        |                        |  |
|  | Alemania               | 1                      |              |          |                        |                        |  |
|  | Alemania               | 1                      |              |          |                        |                        |  |
|  | Polonia                | 0                      |              |          |                        |                        |  |
|  | Polonia                | 0                      |              | Alemania | 1 (4)                  |                        |  |
|  |                        |                        |              | Alemania | 1 (4)                  |                        |  |
|  |                        |                        | Países Bajos | 1 (5)    |                        |                        |  |
|  | Países Bajos           | 2                      | Países Bajos | 1 (5)    |                        |                        |  |
|  | Países Bajos           | 2                      |              |          |                        |                        |  |
|  | Georgia                | 0                      |              |          |                        |                        |  |
|  | Georgia                | 0                      |              |          |                        |                        |  |
|  |                        |                        |              |          |                        |                        |  |

## Semifinal
| 13 de mayo de 2012 | Alemania     | 1:0 (1:0) | Polonia | Estadio Stožice, Liubliana, Eslovenia |                            |
| 17:30 (CEST)       | Goretzka 34' | Reporte   |         | Árbitro(s): Emir Alecković            | Árbitro(s): Emir Alecković |

| 13 de mayo de 2012 | Países Bajos             | 2:0 (0:0) | Georgia | Estadio Stožice, Liubliana, Eslovenia |                          |
| 20:30 (CEST)       | Hendrix 79' · Haye 80+2' | Reporte   |         | Árbitro(s): Marius Avram              | Árbitro(s): Marius Avram |

## Final
| 16 de mayo de 2012 | Alemania                                 | 1:1 (1:0) (4:5 p.)         | Países Bajos                               | Estadio Stožice, Liubliana, Eslovenia |                           |
| 18:00 (CEST)       | Goretzka 45'                             | Reporte                    | Acolatse 80+1'                             | Árbitro(s): Ivan Kružliak             | Árbitro(s): Ivan Kružliak |
|                    |                                          | Tiros desde el punto penal |                                            |                                       |                           |
|                    | Sarr · Werner · Itter · Stendera · Kempf |                            | Huser · Aké · Acolatse · Hendrix · Vilhena |                                       |                           |

Campeón

Países Bajos

2.º título

## Estadísticas

### Tabla general
| Equipo | Equipo       | Pts | PJ | PG | PE | PP | GF | GC | Dif | Rend |
| ------ | ------------ | --- | -- | -- | -- | -- | -- | -- | --- | ---- |
| 1      | Países Bajos | 9   | 5  | 2  | 3  | 0  | 6  | 2  | +4  | 60%  |
| 2      | Alemania     | 13  | 5  | 4  | 1  | 0  | 7  | 1  | +6  | 87%  |
| 3      | Polonia      | 5   | 4  | 1  | 2  | 1  | 2  | 2  | 0   | 42%  |
| 4      | Georgia      | 4   | 4  | 1  | 1  | 2  | 2  | 4  | -2  | 33%  |
| 5      | Bélgica      | 4   | 3  | 1  | 1  | 1  | 3  | 2  | +1  | 44%  |
| 6      | Francia      | 2   | 3  | 0  | 2  | 1  | 3  | 6  | -3  | 22%  |
| 7      | Islandia     | 1   | 3  | 0  | 1  | 2  | 2  | 4  | -2  | 11%  |
| 8      | Eslovenia    | 1   | 3  | 0  | 1  | 2  | 3  | 7  | -4  | 11%  |

### Goleadores
| Jugador             | Equipo       | Goles |
| ------------------- | ------------ | ----- |
| Max Meyer           | Alemania     | 3     |
| Leon Goretzka       | Alemania     | 2     |
| Tuur Dierckx        | Bélgica      | 1     |
| Thomas Lemar        | Francia      | 1     |
| Dato Dartsimelia    | Georgia      | 1     |
| Marc Stendera       | Alemania     | 1     |
| Hjörtur Hermannsson | Islandia     | 1     |
| Nathan Aké          | Países Bajos | 1     |
| Mariusz Stępiński   | Polonia      | 1     |
| Luka Zahović        | Eslovenia    | 1     |